# The Hardest Button to Button
«The Hardest Button to Button» es una canción interpretada por la banda estadounidense The White Stripes. La canción fue lanzada en 2003 como el tercer sencillo de su álbum Elephant.

## Video musical
El video musical de la canción fue el tercer video de The White Stripes dirigido por Michel Gondry después de «Fell in Love with a Girl» y «Dead Leaves and the Dirty Ground». El video usa pixilación para crear el efecto de docenas de baterías y amplificadores siendo multiplicados al ritmo de la canción. Se usaron 32 baterías y amplificadores Fender en el video.
La mayoría del video fue filmado alrededor de Riverside Drive y de la Universidad de Columbia en Nueva York. Partes del video fueron filmadas en la estación de la 33rd Street de la Autoridad Portuaria Trans-Hudson.

## Listado de canciones
Sencillo de 7 pulgadas
1. «The Hardest Button to Button»
2. «St. Ides of March»

Sencillo en CD.
1. «The Hardest Button to Button»
2. «St. Ides of March»
3. «The Hardest Button to Button» (videoclip)